# La peste (Böcklin)
La peste  è un dipinto a tempera eseguito da Arnold Böcklin nel 1898. Si trova al Museo d'arte di Basilea.

## Descrizione
È uno dei più noti esempi dell'ossessione dell'artista per la morte, qui rappresentata come uno scheletro femminile che cavalca una creatura alata simile a un pipistrello, in volo su una città medievale dove si vedono cadaveri e persone in fuga. Il riferimento storico è la pandemia della Peste nera che flagellò l'Europa nel XIV secolo.
Il colore predominante è il verde pallido - che nell'arte è spesso associato al concetto di decomposizione - seguito dal nero e dal marrone opaco.